# Alexander Emanuel Agassiz
 (novembre 2017).
Pour les articles homonymes, voir Agassiz.
Ne doit pas être confondu avec Louis Agassiz.
Alexander Emanuel Agassiz est un ingénieur et un zoologiste américain, né le 17 décembre 1835 à Neuchâtel et mort le 27 mars 1910 à bord du RMS Adriatic. Il a dirigé pendant quarante ans la société Calumet et Hecla, au Pays de cuivre, dans le Michigan, qui est cotée à la Bourse de Boston et détient pendant une dizaine d'années la première mine de cuivre du monde et la plus profonde de la planète.

## Biographie
Il est le fils du zoologiste de renom Louis Agassiz (1807-1873) avec qui il émigre aux États-Unis en 1849, l'année de ses 14 ans. Il est diplômé à Harvard en 1855 et étudie la chimie et les sciences de l’ingénieur. Il obtient son Bachelor of Sciences toujours à Harvard à la Lawrence Scientific School. En 1859, il devient assistant au service des recherches côtières des États-Unis. Jusqu’à l’été 1866, il est assistant au muséum fondé par son père à Harvard, le Museum of Comparative Zoology où il se spécialise en l’ichtyologie marine. Depuis plusieurs années, Alexander Agassiz était impliqué dans une industrie minière. E. J. Hulbert, un ami du beau-frère d’Agassiz, Quincy Adams Shaw, avait découvert un riche filon de cuivre connu sous le nom de conglomérat de Calumet péninsule de Keweenaw sur le Lac Supérieur au Michigan. Hulbert persuade Shaw et Agassiz avec d’autres de ses relations d’acheter des parts de cette exploitation minière, bientôt connue sous le nom de Calumet & Hecla Mining Company, basée à Calumet.
Durant l’été 1866, Agassiz part dans le Michigan pour voir de lui-même les mines et devient alors trésorier de l’entreprise. Pendant l’hiver 1866 et au début de l’année suivante, l’extraction du cuivre à partir du conglomérat se heurte à de grandes difficultés. Hulbert a cédé ses parts et s’est tourné vers d’autres spéculations. Mais Agassiz refuse d’abandonner tout espoir dans l’exploitation de ce filon et il revient, avec sa femme et son jeune fils, à Calumet en mars 1867. À cette époque, la péninsule de Keweenaw était quasiment inaccessible en hiver et très loin de toute présence humaine, même en été. Tandis qu’Agassiz luttait pour maintenir l’ordre, Shaw, à Boston, s’occupait des dettes de leur entreprise. Ce dernier obtient l’aide financière de John Simpkins, un agent de vente.
Agassiz continue de vivre à Calumet où il réalise peu à peu des progrès dans les opérations minières à tel point qu’il peut confier la suite des opérations à un directeur et repartir à Boston en 1868 avant que l’hiver n’empêche toute navigation.
L’exploitation minière devient prospère et en mai 1871, plusieurs autres exploitations fusionnent pour former la Calumet & Hecla Mining Company avec Shaw comme premier président. En août 1871, Shaw se retire du conseil de la présidence et Agassiz devient le président, fonction qu’il conserve jusqu’à sa mort.
Agassiz a été le principal facteur de la réussite de l’exploitation de ces mines qu’il visite deux fois par an. Il innove en installant une machine gigantesque, connue sous le nom de Superior, capable de soulever 24 tonnes de minerai, d’une profondeur de 1,2 km. Il fait également construire une voie de chemin de fer et fait creuser un canal pour faciliter la navigation. Néanmoins, dès que les mines ne requièrent plus la totalité de son temps, il retourne à l’étude de l’histoire naturelle à Harvard.
Grâce à la fortune qu’il amasse avec les mines de cuivre de la Calumet & Hecla Mining Company, il donne cinq cent mille dollars à Harvard pour le muséum de son père et à d’autres fins.
En 1875, il étudie le lac Titicaca ainsi que les mines de cuivre du Pérou et au Chili ; Agassiz assemble une collection d’objets préhistoriques péruviens qu’il donne au Muséum de zoologie comparative, dont il est le conservateur de 1874 à 1885. Il assiste Sir Charles Wyville Thomson (1830–1882) dans l’examen et le classement des collections rapportées par l’expédition Challenger et signe la Review of the Echini (deux volumes, 1872-1874) figurant dans le compte rendu général.
De 1877 à 1905, il prend part à trois expéditions scientifiques de dragage à bord du Black (1877-1880) puis du steamer Albatross du service de recherches côtières (1899-1900 et 1904-1905) et réalise le compte rendu du premier voyage dans deux volumes paraissant en 1888.
En dehors de ces écrits sur la zoologie marine, la plupart paraissant dans les bulletins et mémoires du Museum of comparative zoology, il fait paraître en 1865, avec sa belle-mère, Elizabeth Cabot Agassiz (1822-1907), Seaside Studies in Natural History et, seul, en 1871 Marine Animals of Massachusetts Bay.
Il préside la National Academy of Sciences, il devient membre étranger de la Royal Society le 26 novembre 1891 et est membre étranger de la Société zoologique de Londres en 1874.
Il meurt en 1910 alors qu’il navigue à bord du RMS Adriatic.

## Distinctions
- Pour le Mérite

## Publications
- Avec Elizabeth Cary Agassiz Seaside Studies in Natural History (1865)
- North American Acalephs, (1865)
- Marine Animals of Massachusetts Bay (1817)
- Revision of the Echini (deux volumes, 1872–1874)
- North American Starfishes, (1877)
- Report on the Echini of the Challenger Expedition, (1881)
- Explorations of Lake Titicaca
- List of the Echinoderms
- Three Cruises of the Blake (1888)
- Pacific Coral Reefs
- Coral Reefs of the Maldives
- Panamic Deep Sea Echini